# Trilogin om Frihetskrigen
Trilogin om Frihetskrigen är en boktrilogi skriven av Niklas Krog.
Serien spänner över två årtusenden i fantasyberättelsen. Första boken i trilogin är "En krigares hjärta" (1997). Den andra boken En magikers styrka (1999) utspelar sig tusen år senare. Sista boken En härskares själ (2001) utspelar sig tusen år efter andra boken. Den stora fredens krig är en fristående bok som utspelas tusen år före första boken i trilogin.
Urmakterna är i bokserien en ljus och en mörk som skapat världen. Urmakterna lät skapa världen befolkade den av människor för att kunna mäta sina styrkor mot varandra. De utser en förkämpe som de låter strida. Vinnaren får tillträde till världen, och förloraren förvisas till den andra sidan Avgrunden.